# S.S. Lazio Calcio Femminile
S.S. Lazio Calcio Femminile – włoski klub piłki nożnej kobiet, mający siedzibę w stolicy kraju, mieście Rzym.

## Historia
Chronologia nazw:
- 1969: A.S.C.F. Olimpic Lazio
- 1969: A.S.C.F. Zucchet Lazio
- 1970: Pol. S.C. Lazio Lubiam
- 1975: S.S. Lazio C.F. Lubiam
- 1978: S.S. Lazio C.F. 1975 Lubiam
- 1981: S.S. Lazio C.F.
- 1983: S.S. R.O.I. Lazio C.F.
- 1986: S.S. Lazio C.F.
- 1999: S.S. Ruco Line Lazio C.F.
- 2002: S.S. Enterprise Lazio C.F.
- 2003: A.D. Decimum Lazio Femminile
- 2006:  S.S. Lazio C.F.

Klub piłkarski A.S.C.F. Olimpic Lazio został założony w mieście Rzym w 1969 roku, kiedy sześciu graczy i trener Ottavio Acconito odeszły od A.C.F. Lazio 2000. Bruno Valbonesi i Guido Manetti założyli nowy Lazio, który został później sponsorowany przez firmę Zucchet i jako A.S.C.F. Zucchet Lazio startował w lidze U.I.S.P. W 1975 roku klub został jedną z sekcji piłki nożnej kobiet Polisportiva Lazio, przyjmując obecną nazwę S.S. Lazio Calcio Femminile w 1981 roku.
W 1977 osiągnął pierwszy swój sukces, zdobywając Puchar kraju, a w 1979 i 1980 tytuł mistrzowski. W 2002 debiutował w rozgrywkach Pucharu UEFA Kobiet.
W sezonie 2004/05 zajął 12.miejsce w Serie A i spadł do Serie A2, a po roku do Serie B. W 2008 wrócił do Serie A2, a w 2009 do Serie A, ale cztery sezony później został znów zdegradowany do Serie B. W sezonie 2013/14 był czwartym w grupie D Serie B. Po zakończeniu sezonu 2014/15, w którym zespół zajął 7.miejsce w grupie D, klub piłkarski o tej samej nazwie S.S. Lazio mający własną drużynę kobiet, odkupił tytuł sportowy (miejsce w Serie B).
W sezonie 2015/16 klub nie uczestniczył w żadnych mistrzostwach. Po roku przerwy w sezonie 2016/17 startował w Serie C, gdzie zwyciężył w grupie A Serie C Lazio, ale potem przegrał w barażach play-off. W sezonie 2017/18 znów zwyciężył w grupie A Serie C Lazio i zdobył promocję do Campionato Interregionale, ale po reorganizacji systemu lig 2018 został przydzielony do jednej z grup regionalnej Eccellenza Lazio (IV poziom).

## Sukcesy

### Trofea międzynarodowe
- Liga Mistrzyń UEFA:
  - 2.miejsce w grupie (1): 2002/03

### Trofea krajowe
| \| \| Zdobyte trofea w rozgrywkach Włoch (stan na: 31-05-2018) \| |                                                          |      |                                                |
| Rozgrywki                                                         | Osiągnięcie                                              | Razy | Sezon(y)                                       |
| Mistrzostwo                                                       | I miejsce                                                | 5    | 1979, 1980, 1986/87, 1987/88, 2001/02          |
| Mistrzostwo                                                       | II miejsce                                               | 6    | 1969 (UISP), 1978, 1981, 1984, 1985, 1990/91   |
| Mistrzostwo                                                       | III miejsce                                              | 6    | 1974, 1975, 1989/90, 1991/92, 1998/99, 2000/01 |
| Puchar                                                            | zdobywca                                                 | 4    | 1977, 1985, 1998/99, 2002/03                   |
| Puchar                                                            | finalista                                                | 4    | 1972, 1973, 1974, 2001/02                      |
| Superpuchar                                                       | zdobywca                                                 | 0    |                                                |
| Superpuchar                                                       | finalista                                                | 3    | 1999, 2002, 2003                               |
| II liga                                                           | I miejsce                                                | 1    | 2008/09 (grupa B)                              |
| II liga                                                           | II miejsce                                               | 0    |                                                |
| II liga                                                           | III miejsce                                              | 0    |                                                |
| Włochy                                                            | Zdobyte trofea w rozgrywkach Włoch (stan na: 31-05-2018) |      |                                                |

- Serie B (III poziom):
  - mistrz (1): 2007/08 (grupa D)
- Campionato Primavera (calcio femminile):
  - mistrz (8): 1982, 1983, 1984, 1991/92, 1993/94, 1994/95, 1995/96, 2000/01
- Torneo Nazionale U-18:
  - mistrz (1): 1991/92
- Campionato Nazionale Juniores:
  - mistrz (1): 1993/94
- Campionato Nazionale Giovani Calciatrici:
  - mistrz (2): 1994/95, 1995/96
- Italy Women's Cup:
  - zdobywca (1): 2003
- Coppa Lazio:
  - zdobywca (2): 1991/92, 1992/93

## Stadion
Klub rozgrywa swoje mecze domowe na stadionie Campo di via delle Canossiane w Rzymie, który może pomieścić 1000 widzów.